# 513
سنة 513 م (بالأرقام الرومانية: DXIII) كانت سنة بسيطة تبدأ يوم الثلاثاء (الرابط يظهر نموذج الجدول الزمني الكامل للسنة) من التقويم اليولياني. بدأت تسمية السنة ب513 منذ العصور الوسطى المبكرة، عندما أصبح تقويم أنو دوميني هو الأسلوب السائد في أوروبا لتسمية السنوات.

## أحداث
- الملك الفارسي قباد الأول يتخذ العقيدة المزدكية دينًا رسميًا للبلاد.[1]

## وفيات
- شين يوي، مؤرخ وسياسي صيني (ولد سنة 441).